# Джунглівниця сулуйська
Джунглівниця сулуйська (Cyornis colonus) — вид горобцеподібних птахів родини мухоловкових (Muscicapidae). Ендемік Індонезії.

## Таксономія
Сулуйську джунглівницю раніше відносили до роду Джунглівниця (Rhinomyias), однак дослідження 2010 року показало, що рід є поліфілітичним. За результатами дослідження низку видів, зокрема сулуйську джунглівницю було переведено до роду Гірська нільтава (Cyornis).

## Поширення і екологія
Сулуйські джунглівниці живуть в рівнинних тропічних лісах на острові Сула, на висоті до 300 м над рівнем моря

## Збереження
МСОП вважає стан збереження цього виду близьким до загрозливого. Сулуйським джунглівницям загрожує знищення природного середовища.